# T-72
T-72 – czołg podstawowy konstrukcji radzieckiej wprowadzony na uzbrojenie wojsk radzieckich w roku 1973. Produkowany w Niżnym Tagile w Uralskiej Fabryce Wagonów (UWZ). ZSRR sprzedał licencje na jego produkcję do kilku krajów (Czechosłowacji, Indii, Jugosławii, Polski). Ogółem do połowy lat 90. zbudowano około 20 tysięcy tych czołgów w kilku krajach świata. Oprócz byłego Związku Radzieckiego jest on eksploatowany przez wiele państw, w tym m.in.: należących do byłego Układu Warszawskiego, afrykańskich (np. Algieria i Angola), bliskowschodnich (np. Iran, Irak i Syria), Finlandię, Indie i kraje byłej Jugosławii..
Na wyposażenie Wojska Polskiego wszedł w 1978 roku. Na podstawie licencji produkowany był w gliwickim Bumarze. Długo stanowił podstawowy komponent polskich wojsk pancernych – według danych MON z 1 października 2005 w użyciu było 597 takich wozów. W Polsce występował w następujących wersjach: T-72M, T-72M1 i T-72M1D. Jego daleko posuniętą modernizacją jest PT-91, których polskie wojska lądowe posiadają 233. 
Liczba czołgów z rodziny T-72 zmalała do 257 sztuk w 2018 r., po czym MON zadecydował o przywróceniu do służby 127 maszyn. 22 lipca 2019 roku MON podpisał umowę na remont i modyfikacje w latach 2019-2025 230 czołgów z opcją na kolejne 88 czołgów. Po rozpoczęciu wojny na Ukrainie Polska przekazała temu krajowi ponad 310 czołgów T-72M, T-72 M1 i PT-91.

## Historia powstania
Czołg został opracowany pod koniec lat sześćdziesiątych w Biurze Konstrukcyjnym (OKB-520) Uralskiej Fabryki Wagonów w Niżnym Tagile (Zakład 183). Stanowi rozwinięcie prototypowego pojazdu nazwanego Obiekt 167, którego dokonał zespół kierowany przez L. N. Karcewa (do 1969 roku) i W. N. Wenediktowa (od 1969 roku). Czołg wprowadzono do uzbrojenia Armii Radzieckiej w 1973 roku. 
Czołg T-72 produkowano (z niewielkimi zmianami) do 1979 roku, kiedy to przyjęto do uzbrojenia jego zmodernizowaną wersję oznaczoną T-72A, różniącą się głównie konstrukcją pancerza wieży, przyrządami celowniczymi i armatą. W eksportowej wersji T-72A oznaczonej T-72M zmieniono nieco opancerzenie wieży oraz wyposażenie, a w T-72M1 - zwiększono grubość przedniej, górnej płyty kadłuba.
Na bazie T-72A opracowano czołg T-72B (przyjęty do uzbrojenia w 1985 roku), który przystosowano do wystrzeliwania z armaty przeciwpancernych pocisków kierowanych oraz zwiększono jego ochronę, montując segmenty pancerza reaktywnego. Opracowano także jego wariant eksportowy oznaczony T-72S.
Na bazie czołgów podstawowych T-72, T-72A i T-72B powstały czołgi dowódcze, odpowiednio: T-72K, T-72AK i T-72BK, wyposażone w dodatkową radiostację R-130, agregat prądotwórczy AB-1 i aparaturę nawigacyjną TNA-3 (kosztem zmniejszenia ilości przewożonej amunicji armatniej).
W toku produkcji i eksploatacji w czołgu T-72 dokonano licznych przeróbek i modyfikacji, w wyniku których powstały pojazdy: T-72AB (zmodernizowany w 1985 roku czołg T-72A, wyposażony w pancerz reaktywny), T-72B1 (T-72B bez niektórych zespołów systemu kierowania ogniem) oraz T-72B(M), będący zmodernizowanym w 1985 roku czołgiem T-72B, wyposażonym w integralny pancerz reaktywny. Również kraje, które produkowały czołgi T-72 na podstawie licencji dokonywały własnych modyfikacji, np.: Słowacja (T-72 Moderna, T-72M1-A, T-72M2), Ukraina (T-72AG), Jugosławia (M-84A) i Czechy (T-72CZ M3, T-72CZ M4, T-72MP).
W 1980 roku rozpoczęto produkcję licencyjną czołgu T-72M (T-72A) w: Indiach, Czechosłowacji, Jugosławii oraz Polsce (od 1982 roku - Zakłady Mechaniczne Bumar Łabędy S.A.), a od 1984 roku - T-72M1.
Na bazie zespołów czołgu T-72 powstało kilkanaście pojazdów wyspecjalizowanych, w tym m.in.: mosty samobieżne MTU-72 (Rosja) i PMC-90 (Polska), wozy zabezpieczenia technicznego: BREM-1 (Rosja) i WZT-3 (Polska), czołgi saperskie: IMR-2, IMR-2M1 i IMR-2M2 (Rosja), maszyna inżynieryjno-drogowa MID (Polska), ciężki wóz rozminowania BMR-3 (Rosja) oraz prototypy: 155 mm armatohaubicy samobieżnej z wieżą od GCT (Francja) i wieżą T-6 (Republika Południowej Afryki), Zuzana (Słowacja) oraz zestawy przeciwlotnicze ZA-35 SPAAG (Republika Południowej Afryki) i PZA Loara (Polska).

## Opis konstrukcji
Czołg T-72 ma klasyczny układ konstrukcyjny, z przedziałem kierowania znajdującym się w przedniej, środkowej części kadłuba, bojowym - w części środkowej kadłuba i napędowym - z tyłu kadłuba. Kadłub pojazdu, spawany z płyt pancernych, ma w przedniej części pancerz warstwowy (stal i płyty szkłotekstolitowe). Odlewana wieża jednolita ma (począwszy od wersji T-72A) w przednich ściankach piaskowe rdzenie odlewnicze, służące jako dodatkowa ochrona wozu. W wieży znajdują się miejsca dla dowódcy (z prawej strony) i działonowego (z lewej).
Uzbrojeniem głównym czołgu jest 125 mm armata gładkolufowa, stabilizowana w dwóch płaszczyznach, wyposażona w zmechanizowany układ zasilania amunicją. Armatę pod oznaczeniem D-81 opracowało w latach 1961-1964 Biuro Konstrukcyjne OKB-9, a po przystosowaniu jej do montażu w wieży czołgu T-72 otrzymała nazwę 2A26M2. Z kolei zmodyfikowana wersja 2A26M2 została oznaczona 2A46 i jest montowana w czołgach T-72A, T-72M i T-72M1.
Armata 2A46 ma lufę (wzmocnioną płaszczem na odcinku komory nabojowej) z przedmuchiwaczem i osłoną termiczną oraz półautomatyczny zamek klinowy (o poziomym ruchu klina, otwierany na lewą stronę) z elektryczno-mechanicznym układem odpalającym. W dziale zastosowano: kołyskę typu cylindrycznego, hydrauliczny opornik typu wrzecionowego (z regulatorem powrotu i wyrównywaczem objętości płynu), trzycylindrowy powrotnik hydropneumatyczny, osłonę boczną i mechanizm podniesieniowy. W najnowszej wersji armaty 2A46, oznaczonej 2A46M i stosowanej w czołgu T-72B (i jego odmianach), zmieniono m.in. oporopowrotnik (dwa oporniki zamontowano symetrycznie pod i nad lufą) i kołyskę, co wpłynęło na większą celność działa i umożliwiło zdemontowanie lufy bez konieczności zdejmowania wieży. Ponadto zastosowano integralny system do regulacji zerowej linii celowania oraz dwutaktowy mechanizm otwierający zamka (z wysuwaną rękojeścią), znacznie redukujący siłę niezbędną do otwarcia zamka.
Z armatą 2A46 współpracuje zmechanizowany układ zasilania amunicją umożliwiający automatyczne (lub półautomatyczne i ręczne - awaryjne) załadowanie armaty o pozwoliło na zredukowanie załogi do trzech żołnierzy. Układ ten składa się z: transportera obrotowego (w którym znajdują się 22 kasety z nabojami), mechanizmu podniesieniowego kaset, dosyłacza, mechanizmu wyrzucania łusek, urządzenia pamięciowego, skrzynki rozdzielczej, rygla armaty, pulpitu sterowania i kierowania ładowaniem oraz wskaźnika liczby nabojów w transporterze. Po uruchomieniu układu zasilania następuje sprowadzenie armaty do kąta ładowania (zapewnia to stabilizator), obrót transportera obrotowego i wyszukanie najbliższego żądanego naboju, po czym mechanizm podniesieniowy kaset podnosi kasetę z pociskiem na linię dosłania, a dosyłacz dosyła pocisk do komory nabojowej. Następnie kaseta opuszcza się na linię dosłania ładunku miotającego i dosyłacz dosyła ładunek miotający do komory nabojowej. Wraz z dosyłaniem pocisku, mechanizm wyrzucania łusek otwiera okno w stropie wieży, przez które dno łuski naboju (po strzale) jest wyrzucane na zewnątrz czołgu.
Do strzelania z armaty stosuje się naboje rozdzielnego ładowania, z łuską częściowo spalającą się i pociskami: przeciwpancernym podkalibrowym (BM9, BM12, BM15, BM17, BM22, BM44), kumulacyjnym (BK12M, BK14M) oraz odłamkowo-burzącym (OF19, OF26). Ładunek miotający Ż40 lub Ż63 (dla BM44) wyposażono w zapłonnik elektryczno-uderzeniowy. Amunicję armatnią (od 31 do 45 nabojów - w zależności od wersji czołgu) umieszczono w transporterze obrotowym pod podłogą wieży (22 naboje) oraz w zbiornikach-zasobnikach i w uchwytach - wewnątrz przedziału bojowego.
Stabilizację, naprowadzanie na cel oraz sprowadzanie armaty do kąta ładowania (w płaszczyźnie pionowej) zapewnia stabilizator 2E28M, skonstruowany w instytucie CNII-173. Naprowadzanie armaty w płaszczyźnie pionowej i poziomej (obrót wieży) odbywa się za pomocą napędów elektrohydraulicznych. Nowsze wersje czołgów, uzbrojone w armatę 2A46M, wyposażono w stabilizator 2E42-2, w którym naprowadzanie armaty w płaszczyźnie poziomej odbywa się za pomocą napędów elektrycznych.
Uzbrojenie dodatkowe czołgu składa się z: 7,62 mm sprzężonego karabinu maszynowego PKT (z zapasem 2000 nabojów) oraz 12,7 mm przeciwlotniczego wielkokalibrowego karabinu maszynowego NSWT (z celownikiem kolimatorowym K10-T i zapasem 300 nabojów), zamontowanego na wsporniku włazu dowódcy. Ponadto z przodu wież czołgów produkowanych od 1979 roku (od T-72A) umieszczono 12 wyrzutni granatów dymnych 902A Tucza kalibru 81 mm (polskie czołgi T-72A późnych serii produkcyjnych wyposażono w 8 wyrzutni granatów dymnych Tellur).
Przyrządy celownicze czołgu T-72 zawierają celownik-dalmierz koincydencyjny TPD-2-49 (czołgi od wersji T-72A - laserowy TPD-K1, o powiększeniu 8x, kącie widzenia 9° i pomiarze odległości od 400 do 4000 m) oraz aktywny celownik nocny TPN-1-49-23 (o powiększeniu 5,5x, kącie widzenia 6°, odległości celowania - 800 m), współpracujący z reflektorem podczerwieni Ł-2AG Łuna. Do obserwacji terenu działonowy ma dodatkowo peryskop TNP-165A. Dowódca dysponuje natomiast dzienno-nocnym przyrządem obserwacyjnym TKN-3B (o powiększeniu 5x - w dzień i 4,2x - w nocy, kącie widzenia 10° - w dzień i 8° - w nocy) z reflektorem podczerwieni OU-3GK oraz dwoma peryskopami TNPO-160. Na stanowisku mechanika-kierowcy zamontowano: peryskop TNPO-168W, dwa peryskopy TNPA-65 i noktowizor aktywny TWNE-4B (o powiększeniu 1x i kącie widzenia 35°) z reflektorem podczerwieni FG-125.
Elektro-mechaniczny przelicznik balistyczny w celowniku dalmierzu TPD-K1 wylicza dane do strzelania na podstawie pomiaru odległości do celu, rodzaju stosowanej amunicji oraz poprawek na inne od tabelarycznych wartości: ciśnienia atmosferycznego, temperatury powietrza i ładunków miotających i stopnia zużycia przewodu lufy.
Od 1985 roku czołgi: T-72B, T-72B1, T-72S, T-72BK i T-72B(M) wyposaża się w celownik nocny TNP-3-49 oraz celownik-dalmierz laserowy 1K13-49, zapewniający naprowadzanie przeciwpancernych pocisków kierowanych wiązką laserową 9M119 (zestaw 9K120 Swir).
Środki łączności czołgów składają się z: radiostacji R-123M i telefonu czołgowego R-124, przy czym czołgi serii T-72B mają radiostacje R-173.
T-72 wyposażono m.in.: w żyroskopowy wskaźnik kierunku jazdy GPK-59, system obrony przed bronią masowego rażenia (nadciśnieniowy), automatyczny system przeciwpożarowy UPP oraz termiczną aparaturę dymotwórczą TAD, działającą na zasadzie wtryskiwania oleju do kolektora wydechowego silnika. Czołg przystosowano do pokonywania przeszkód wodnych po dnie oraz montażu specjalistycznego wyposażenia saperskiego: urządzenia do samookopywania się, trału przeciwminowego KMT-6 i wyrzutni ładunków wydłużonych ŁWD.
Napęd czołgu stanowi dwunastocylindrowy (w układzie V), czterosuwowy silnik wysokoprężny W-46-6 chłodzony cieczą, z mechaniczną sprężarką, przystosowany do pracy na paliwach zastępczych. Układ przeniesienia mocy składa się z: przekładni wstępnej (zwiększającej prędkość obrotową), dwóch planetarnych skrzyń biegów oraz dwóch przekładni bocznych, współpracujących z kołami napędowymi. Z przekładnią wstępną współpracuje sprężarka układu pneumatycznego, rozrusznik-prądnica i wentylator układu chłodzenia silnika.
Gąsienicowy układ bieżny zawiera koła napędowe (z tyłu pojazdu) i napinające z regulacją naciągu gąsienicy (z przodu pojazdu) oraz sześć par podwójnych kół nośnych z bandażami gumowymi i trzy pary podwójnych rolek podtrzymujących. Gąsienice mają ogniwa staliwne, połączone ze sobą sworzniami i elementami gumowo-metalowymi. Koła nośne są zawieszone indywidualnie na wałkach skrętnych, a pierwszy, drugi i szósty wahacz kół współpracuje z amortyzatorem hydraulicznym.

## Warianty
ZSRR – Rosja

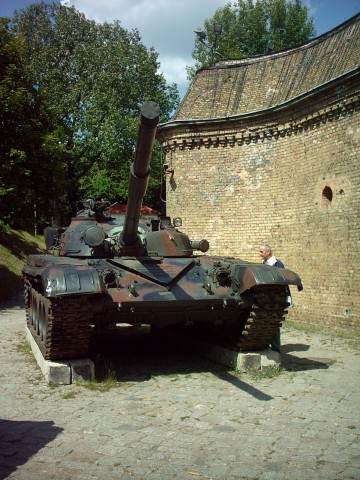
Czołg T-72M w Muzeum Uzbrojenia w Poznaniu

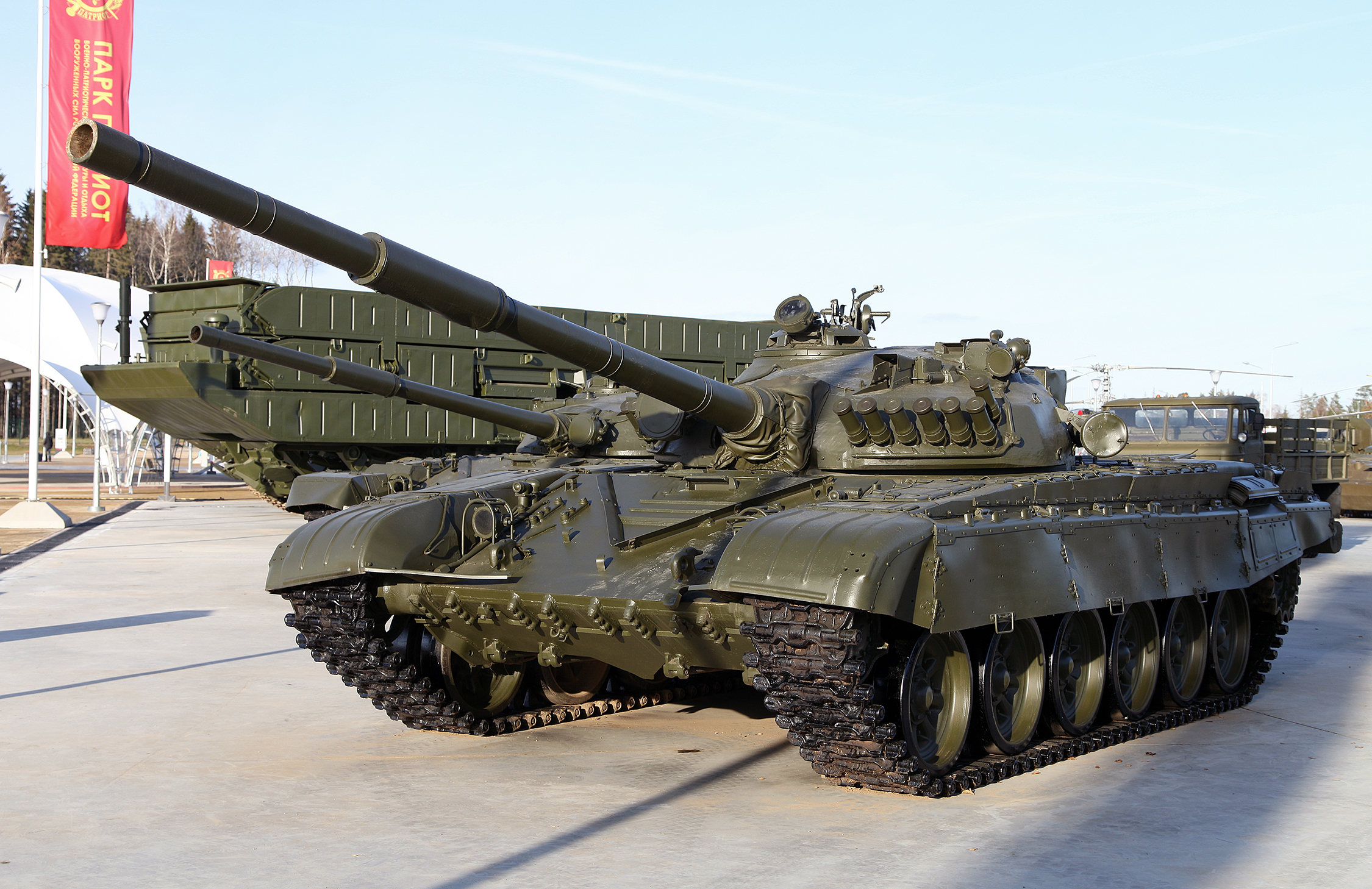
Czołg T-72A

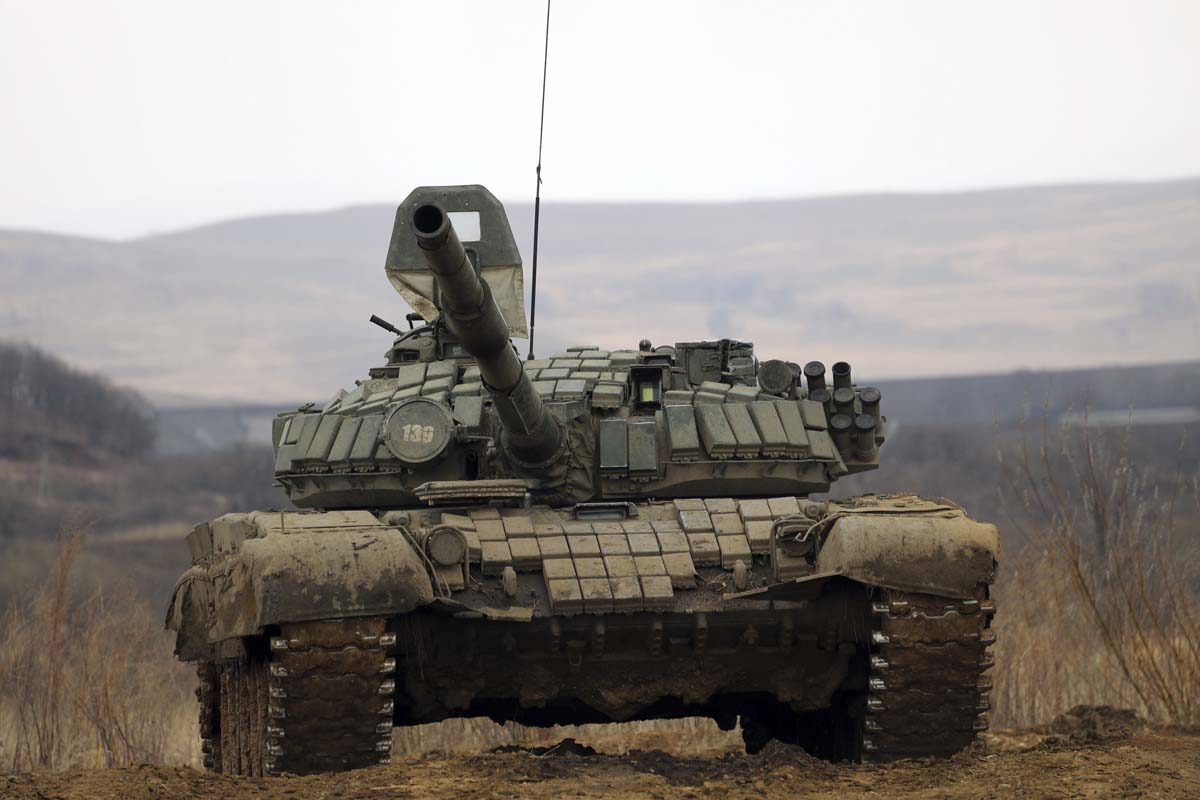
Czołg T-72B

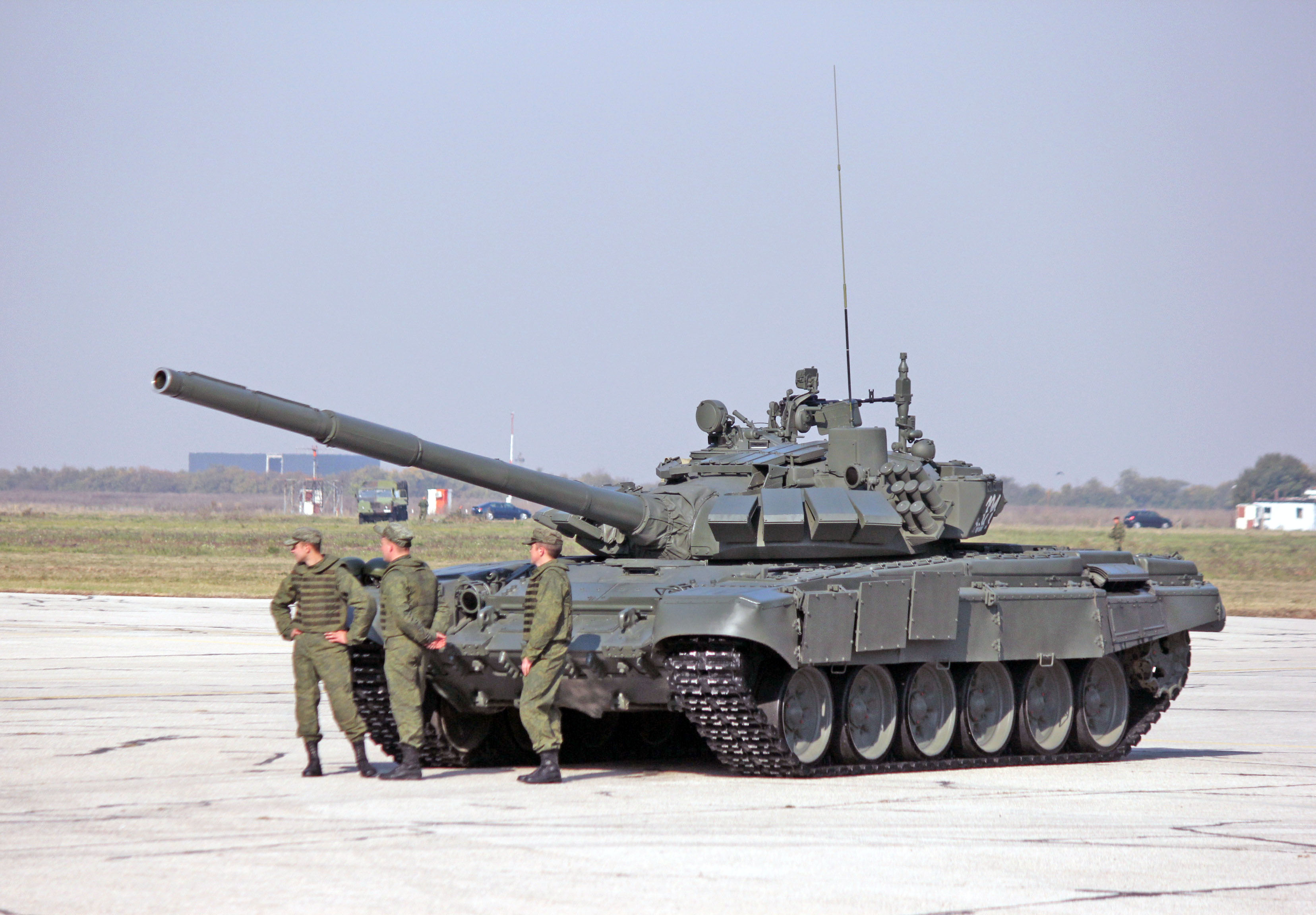
Czołg T-72B3

- T-72 Urał („Ural”; Obiekt 172M; 1973 r.), celownik-dalmierz TPD-2-49, jednostka ognia 39 nabojów
- T-72K – czołg dowódczy na bazie T-72, dodatkowa radiostacja R-130M i aparatura nawigacyjna TNA-3
- Obiekt 172-2M Bajwoł („Bawół”) – opracowana na początku lat 70. modernizacja T-72; armata 2A46M ze zmienionym systemem stabilizacji, pancerz kadłuba pod kątem 20 stopni, całkowicie metalowe fartuchy chroniące boki kadłuba, ekrany pancerne osłaniające wieżę, jednostka ognia zwiększona do 45 nabojów, zmodyfikowane zawieszenie, wyrzutnie granatów dymnych, silnik 840 KM
- T-72 (Obiekt 172M-E,-E1;) – wariant eksportowy, czasem określany jako T-72G
- T-72 Urał-1 („Ural-1”; Obiekt 172M1; 1976 r.) – armata 2A46, nowy pancerz wieży z wkładami korundowymi
- T-72A (Obiekt 176; 1979 r.) – celownik-dalmierz TPD-K1, nowy pancerz wieży z wkładami piaskowymi („Dolly Parton”); w latach 80. przód kadłuba wzmocniony 16 mm płytą ze stali o podwyższonej twardości
- T-72AK (Obiekt 176K) – czołg dowódczy na bazie T-72A
- T-72AW – T-72A z pancerzem reaktywnym Kontakt-1
- T-72B (Obiekt 184; 1985 r.) – system kierowania ogniem 1A40-1, system 9K120 dający możliwość wystrzeliwania czołgowych ppk 9M119, nowa armata 2A46M i układ stabilizacji, wzmocniony pancerz wieży (w kodzie NATO określany jako „Super Dolly Parton”) i kadłuba, silnik W-84-1 o mocy 618 kW/840 KM; kolejne serie wozów dopancerzane pancerzem reaktywnym Kontakt-1, czasem określane (niepoprawnie) jako T-72BW, oraz pancerzem reaktywnym Kontakt-5 (od 1988 roku), określane jako T-72BM lub T-72B(M)
- T-72B1 (Obiekt 184-1) – odmiana T-72B pozbawiona możliwości wystrzeliwania czołgowych ppk
- T-72B1K (Obiekt 184K-1) – czołg dowódczy na bazie T-72B1
- T-72B3 – zmodernizowany T-72B, w służbie rosyjskiej od 2013 roku, z nowym celownikiem Sosna-U w powiększonej osłonie i ulepszonym opancerzeniem reaktywnym[3]
- T-72BK (Obiekt 184K) – czołg dowódczy na bazie T-72B
- T-72BM (Obiekt 184M; 1988 r.) – 1) lub T-72B(M): częste określenie odmiany T-72B z pancerzem reaktywnym Kontakt-5) wersja rozwojowa T-72B
- T-72BU (Obiekt 188; 1993 r.) – pierwotne oznaczenie T-90
- T-72M (Obiekt 172M-E2,-E3,-E4; 1980 r.) – wariant eksportowy T-72A, celownik-dalmierz TPD-K1, wieża bez wkładów piaskowych
- T-72M1 (Obiekt 172M-E5,-E6; 1981 r.) – wariant eksportowy T-72A, dalmierz laserowy TPD-K1, pancerz wieży z wkładami piaskowymi (w kodzie NATO określany jako „Dolly Parton”), przód kadłuba wzmocniony 16 mm płytą ze stali o podwyższonej twardości
- T-72M1M (Obiekt 172M-E8; 1987 r.) – 1) pierwotne oznaczenie T-72S; 2) opracowana w Rosji w latach 90. na eksport modernizacja T-72M1 z systemem obrony aktywnej Arena
- T-72S (1987 r.; określany pierwotnie jako T-72M1M) – wariant eksportowy T-72B, pancerz reaktywny Kontakt-1

Jugosławia
- M-84 (1983 r.) – odmiana T-72M, rodzimy system kierowania ognia
- M-84A (1988 r.) – modernizacja M-84 z warstwowym pancerzem wieży, pasywne nocne urządzenia celownicze
- M-92 Vihor (wcześniej określany jako V-2001) – opracowywany od końca lat 90. nowy jugosłowiański czołg
- M-84A4 Snajper (1997 r.) – chorwacka modernizacja M-84 z nowym systemem kierowania ogniem
- M-94 Degman – chorwacka propozycja modernizacji M-84
- M-84AB – 1) eksportowa wersja M-84A, w służbie w siłach pancernych Kuwejtu 2) serbska propozycja modernizacji T-72M i T-72M1
- M-84AB1 – serbska propozycja modernizacji czołgów rodziny T-72, z pancerzem reaktywnym II generacji Kontakt-5 i nowym systemem kierowania ognia

Polska
- T-72M1D – polskie oznaczenie dowódczej wersji T-72M1
- T-72M1Z – polska modernizacja T-72M1, czołg doprowadzony do standardu PT-91 Twardy
- T-72M1R lub MR – polska modyfikacja T-72M1 i M, polegająca m.in. na montażu peryskopowego celownika termowizyjnego III generacji KLW-1, pasywnych nocnych przyrządów obserwacyjnych kierowcy PNK-72 Radomka i dowódcy POD-72 Liswarta, cyfrowego systemu łączności, cyfrowego systemu rozruchu silnika, dodatkowych koszy transportowych, nowego systemu zasilania oraz nowych zestawów gąsienic[4][5]. Umowa z 2019 roku obejmuje modyfikację do 2025 roku 230 czołgów[6]. Do końca 2021 roku miało być zmodyfikowane 89 czołgów, w 2022 – 35[5].

Ukraina
- T-72AG – ukraińska propozycja modernizacji czołgów rodziny T-72, opracowana z wykorzystaniem elementów T-80UD i T-84
- T-72AMT – ukraińska modernizacja T-72A dla Sił Zbrojnych Ukrainy z 2017 – kilkadziesiąt zmodernizowano od 2020 roku. Pancerz reaktywny Nóż, ulepszone przyrządy obserwacyjne, nowe radiostacje, możliwość odpalania pocisków kierowanych Kombat[7]
- T-72MP – ukraińska propozycja modernizacji czołgów rodziny T-72
- T-72UA – ukraińska modernizacja eksportowa z 2011 – 30 zmodernizowano dla Etiopii, z tego dostarczono 28. Silnik 5TDFMA (1050 KM), pancerz reaktywny Nóż na wieży, ulepszone przyrządy obserwacyjne, możliwość odpalania pocisków kierowanych Kombat[7]
- T-72-120 (lub T-72AGM) – ukraińska propozycja modernizacji czołgów rodziny T-72 z armatą 120 mm, m.in. z magazynem amunicji w niszy wieży i nowym zmechanizowanym układem ładowania

Inne
- T-72 Ajeya – indyjska wersja licencyjna T-72M1
- T-72 Asad Babyl („Lew Babilonu”) – iracka wersja licencyjna T-72M1
- T-72M1Cz – czechosłowacka modernizacja T-72M1, pancerz reaktywny Dyna-72
- T-72M4Cz – czeska modernizacja T-72M1,system kierowania ogniem Turms-T, silnik, pancerz reaktywny Dyna-72
- T-72M1S (określana także jako T-72M1A) – słowacka modernizacja T-72M1, pasywne nocne przyrządy celownicze, pancerz reaktywny Dyna-72
- T-72M2 Moderna – słowacka modernizacja T-72M1, nowy system kierowania ogniem, działka przeciwlotnicze 20 mm, silnik, pancerz prętowy, pancerz reaktywny Dyna-S
- T-72SIM-1 – izraelska modernizacja przeprowadzona przez firmę Elbit, używana w armii gruzińskiej. Posiada nowy system kierowania ogniem oraz opancerzenie reaktywne
- TR-125 – rumuńska wersja rozwojowa czołgu rodziny T-72
- Karrar – irańska (z udziałem Rosji) głęboka modyfikacja czołgu T-72M1, zainstalowano systemy nawigacyjne, wzmocniono pancerz i wymieniono systemy celownicze[8].

## Produkcja w Polsce
Produkcję licencyjną czołgu T-72 uruchomiono w 1981 w Zakładach Mechanicznych „Bumar-Łabędy” w Gliwicach. Początkowo produkowano model T-72M. W 1984 rozpoczęto produkcję wersji T-72M1. Na bazie tego wozu powstała odmiana dowódcza oznaczona jako T-72M1D. Czołgi produkowane były zarówno na potrzeby Wojska Polskiego, jak i na eksport. Ogółem wyprodukowano 1610 pojazdów. Ze względu na trudności gospodarcze w drugiej połowie lat 80. większość wyprodukowanych czołgów T-72 przeznaczano na eksport, m.in. do Iraku, NRD (156 szt.), Iranu (104 szt. w latach 1994–1995), na Węgry.
W latach 1987–1989 prowadzono rozmowy w sprawie przekazania licencji następnej wersji czołgu oznaczonej jako T-72S. Po zmianach politycznych w Polsce w 1989 rozmowy te zostały zerwane przez stronę polską, co zakończyło proces pozyskiwania dokumentacji licencyjnej kolejnych wersji czołgu T-72. W 1991 r. powstał prototyp zmodernizowanego T-72M – PT-91. Miał mieć lepsze opancerzenie, mobilność i siłę ognia.

## Udział w konfliktach zbrojnych
W momencie swojego pojawienia się, czołgi T-72 zadziwiły świat skutecznością armaty kalibru 125 mm. Do pierwszego ich bojowego użycia doszło w trakcie wojny iracko-irańskiej, były wtedy one najnowocześniejszymi czołgami na wyposażeniu armii Iraku (w 1979 dostarczono 50 sztuk). Podczas testów poligonowych na zdobytych irańskich czołgach Chieftain wykazano, że pocisk T-72 przebijał ten czołg na wylot. Następnie uczestniczyły w walkach podczas konfliktu w Libanie w 1982 roku. Stawiały tam one czoła amerykańskim czołgom M60 Patton. Zdarzało się, że bezpośrednie trafienie pociskiem wystrzelonym z T-72 zrywało wieżę z trafionego czołgu. Z drugiej strony pociski armat kalibru 105 mm „Pattonów” dość łatwo przebijały pancerz T-72.

### Operacja Pustynna Burza

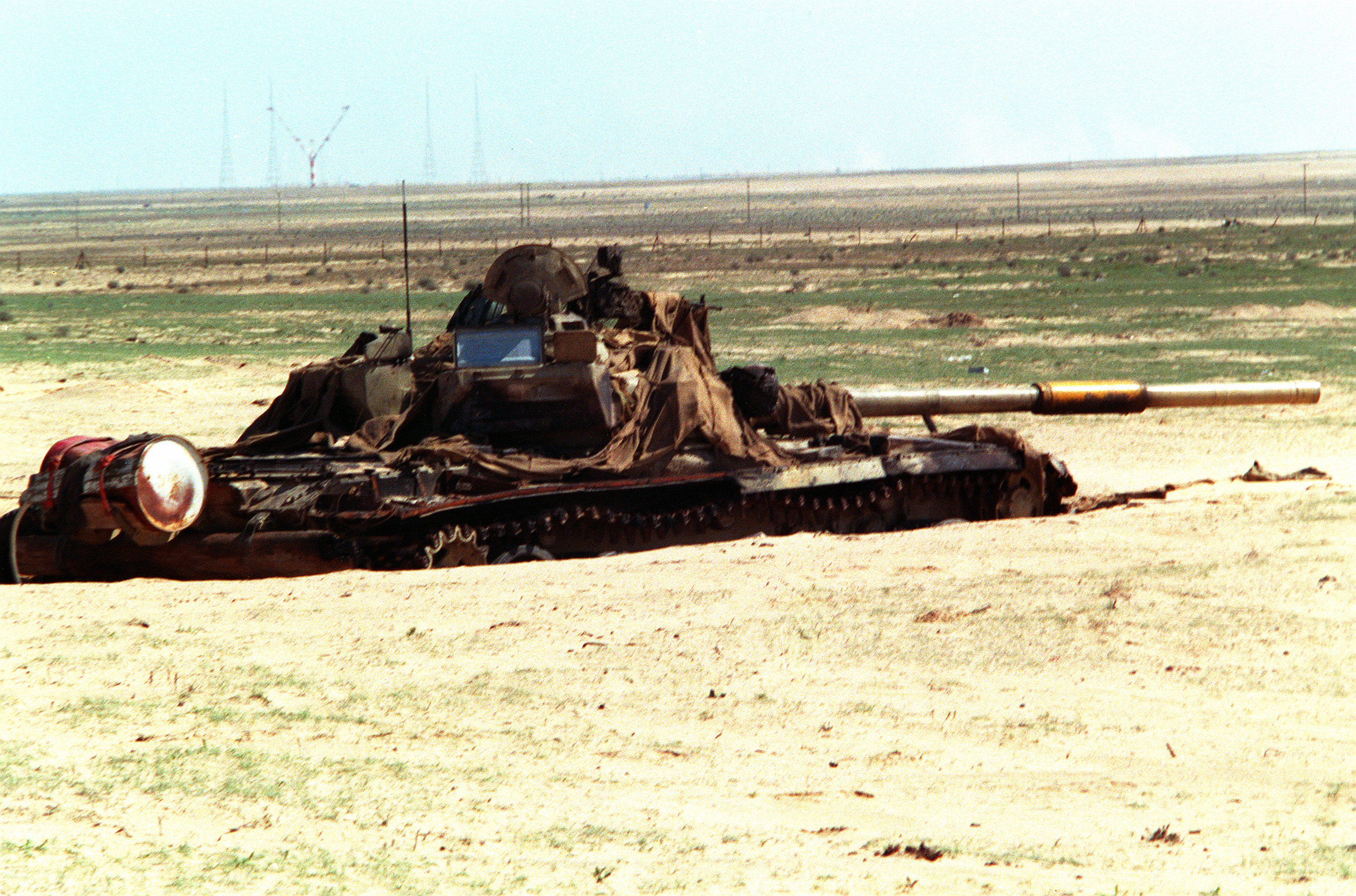
Zniszczony iracki T-72

Pierwsze starcie po zakończeniu Zimnej Wojny, w którym na masową skalę starły się ze sobą czołgi radzieckiej produkcji oraz maszyny techniki wojskowej państw NATO. Według oficjalnych danych Departamentu Obrony Stanów Zjednoczonych oraz dowództwa United States Central Command, podczas trwającej półtora miesiąca operacji wojskowej zakończonej wyzwoleniem Kuwejtu, zniszczono ponad 800 irackich T-72, z czego ponad połowa miała paść ofiarą amerykańskich samolotów szturmowych Fairchild A-10 Thunderbolt II, kolejne 200 – śmigłowców Boeing AH-64 Apache i pozostałe 200 – sił lądowych koalicji antyirackiej. Oficjalne dane nie pozostawiały wątpliwości co do oceny starcia. T-72 nie potrafiły nawiązać równorzędnej walki z czołgami państwa NATO. Na wyposażeniu irackich czołgów brak było amunicji zdolnej do penetracji pancerzy wozów bojowych przeciwnika. W irackich czołgach znajdowała się podkalibrowa amunicja 3BM15 i 3BM22, projektowana do rażenia stalowych pancerzy maszyn Leopard 1, Chieftain czy M60 Patton, nieskuteczna wobec czołowych pancerzy M1 Abrams i Challenger 1. W zasobnikach amunicyjnych koalicyjnych wozów znajdowały się podkalibrowe pociski M829A1, projektowane z myślą o walce z najnowszymi modelami radzieckiej techniki pancernej. Irackie T-72 nie miały zintegrowanego systemu kierowania ogniem, a jedynie pojedynczy celownik. Czołgi nie były wyposażone w pasywne systemy obserwacji nocnej. W trakcie działań po zmroku, irackie załogi miały do dyspozycji jedynie aktywny system noktowizyjny, skutecznie zdradzający swoją pozycję Amerykanom i ich koalicjantom. Brak skutecznego systemu stabilizacji ognia podczas ruchu uniemożliwiał prowadzenie efektywnego ognia podczas przemieszczania się. W przypadku trafienia, szanse załogi na przeżycie były minimalne. Używane w irackich siłach zbrojnych T-72 były starsze technologicznie o 10 i 20 lat w porównaniu do techniki wystawionej przez państwa koalicji. Naprzeciwko irackich T-72 Ural i T-72M z pierwszej połowy lat 70. stanęły amerykańskie M1A1 i M1A1HA z połowy i drugiej połowy lat 80. oraz brytyjskie Challenger 1 również z tego samego okresu. Na skalę zniszczeń irackich wojsk pancernych miała również wpływ całkowita dominacja Amerykanów w powietrzu. Irackie czołgi pozbawione były ochrony przez własne siły powietrzne.
Weryfikacja strat bojowych irackich T-72 podczas I wojny w Zatoce Perskiej nastąpiła podczas drugiego konfliktu w Iraku, zakończonego obaleniem rządów Saddama Husajna. Okazało się, że Irak nadal posiada relatywnie dużą liczbę maszyn T-72, według niektórych szacunków rzędu 800 sztuk. Według danych Centralnej Agencji Wywiadowczej, w przededniu I wojny w zatoce, Irak, zdaniem agencji, posiadał 962 czołgi typu T-72. Tym samym fakt posiadania w 2003 roku podobnej liczby czołgów w służbie irackiej armii, przy braku uzupełnień, sugerował przeszacowanie irackich strat w trakcie konfliktu z 1991 roku, w zależności od źródeł, dwu lub czterokrotnie. Tym bardziej, iż w strukturach związków bojowych irackiej armii, T-72 miały drugorzędny udział. Nie zmienia to jednak faktu, iż T-72 poniosły klęskę.

### I wojna czeczeńska
Opinia o T-72, jaka powstała po ich klęsce w trakcie operacji Pustynna Burza, została potwierdzona w trakcie I wojny w Czeczenii. Komponent pancerny, jaki do walki wystawiły siły rosyjskie, w przeważającej części składał się z różnych odmian T-72, na czele z wariantem T-72B. Wozy wyposażone były w pancerze reaktywne różnych typów, od Kontakt-1 do wówczas najnowszych Kontakt-5. Biorące udział w walkach maszyny były relatywnie nowe, wprowadzone do służby od 14 do 6 lat wcześniej. Co ważne, Czeczeni wystawili przeciw rosyjskim T-72 środki bojowe odpowiadające im poziomem technologicznym oraz latami produkcji. Tym samym naprzeciwko siebie stanęła technika wojskowa, której nie dzieliła przepaść pokoleniowa, jak to miało miejsce podczas pierwszej wojny w Iraku. T-72 zostały skierowane do boju w silnie zurbanizowanym terenie oraz na obszarach górskich. W trakcie działań prowadzonych w Czeczenii, Rosjanie stracili bezpowrotnie 42 pojazdy rodziny T-72. Cała operacja, zakończona podpisaniem rozejmu w Chasawjurcie okazała się być ogromną porażką rosyjskich sił zbrojnych, która uwypukliła trawiące je problemy.
Mitem okazały się być opinie na temat T-72 jako czołgu łatwego w eksploracji i obsłudze. Szybkość tworzenia kontyngentu skierowanego do działań w Czeczenii spowodowała, iż niektóre załogi spotykały się ze sobą pierwszy raz tuż przed podjęciem działań bojowych. Ich zgranie i współpraca była w takiej sytuacji niewystarczająca do wykorzystania w pełni możliwości bojowych czołgu i jego prawidłowej eksploatacji. Jedną z konsekwencji takiego stanu rzeczy były liczne awarie trapiące pojazdy. Załogi, podobnie jak w trakcie działań na irackiej pustyni, nie dysponowały skutecznym oprzyrządowaniem do działań w nocy. Aktywny noktowizor TKN-3 dysponował zasięgiem jedynie 400 metrów. TPN-1-49-23, nocny celownik działonowego, który nominalnie powinien dysponować zasięgiem rzędu 1200–1300 metrów, realnie pozwalał na obserwacje na dystansie rzędu 800 m w trybie aktywnym i 500 m w trybie pasywnym. Wszystkie przyrządy obserwacyjne w jakie wyposażone były czołgi miały zbyt dużą liczbę martwych pól, nie objętych obserwacją. Na wieżach czołgów zamontowane były wielkokalibrowe karabiny maszynowe, jednak nie były one zdalnie sterowane z wnętrza wozu. Ich użycie zmuszało załoganta do wychylenia się z wieży, co narażało go na ogień przeciwnika. Maszyny nie były wyposażone w niezależne od silnika ogrzewanie postojowe. Co w warunkach kaukaskiej zimy stanowiło nie lada problem dla dyżurujących we wnętrzach czołgów załóg. Awarie, spowodowane nieumiejętną eksploatacją wozów, trapiły systemy gaśnicze. T-72 nie jest wyposażony w magazyn amunicyjny oddzielony od przedziału załogowego. Amunicja II rzutu rozmieszczona jest w różnych częściach pojazdu, a spora jej część w górnej części kadłuba i wieży. Przy penetracji pancerza, czyniło ją to wrażliwą na eksplozję. Na problemy eksploatacyjne nałożyły się problemy wynikające z wadliwego działania całego systemu dowodzenia, rozpoznania, komunikacji i niskiego morale rosyjskich żołnierzy. Niekodowane radiostacje R-123M i R-173 niejednokrotnie nie były w stanie utrzymać łączności ze wspierającą piechotą, lotnictwem i artylerią. Czeczeni byli w stanie podsłuchiwać rozmowy, jak również wchodząc na line podawać błędne informacje podszywając się pod rosyjskich dowódców. Rosyjscy żołnierze sprzedawali Czeczeńcom broń i wyposażenie, którego niejednokrotnie potem brakowało załogom własnych czołgów.
Dużo lepiej podczas działań bojowych spisywał się starszy pancerz reaktywny Kontakt-1 niż jego nowsza wersja Kontakt-5. Spowodowane to było zdecydowanie bardziej szczelnym pokryciem pancerzy T-72 przez elementy reaktywne Kontakt-1 niż miało to miejsce na czołgach pokrytych pancerzem reaktywnym Kontakt-5. Tym samym, paradoksalnie, załogi starszych wersji T-72B, pokrytych elementami reaktywnymi Kontakt-1, miały większe szanse przeżycia w przypadku porażenia czołgu bronią przeciwpancerną, niż załogi nowszych T-72B wyposażonych w pancerz reaktywny Kontakt-5. Celowniki działonowych czołgów narażone były na skuteczny ostrzał ogniem snajperów, eliminujących w ten sposób przyrządy celownicze wrogiego czołgu. Znajdujące się blisko atakowanego czołgu bojownicy czeczeńscy, byli w stanie uszkodzić granatem jarzmo armaty czołgowej, gdy znajdowała się ona w pozycji do załadowania.
Pomimo swoich niewątpliwych wad, zauważono mocne strony użytych w walkach rosyjskich T-72. Czołg okazał się być zaskakująco odporny na ogień granatników przeciwpancernych. Średnio, dopiero 6 do 8 precyzyjnych trafień z bliskiej odległości eliminowało czołg z walki. Pozytywnie oceniono siłę ognia i właściwości trakcyjne czołgu.

### II wojna w Zatoce Perskiej

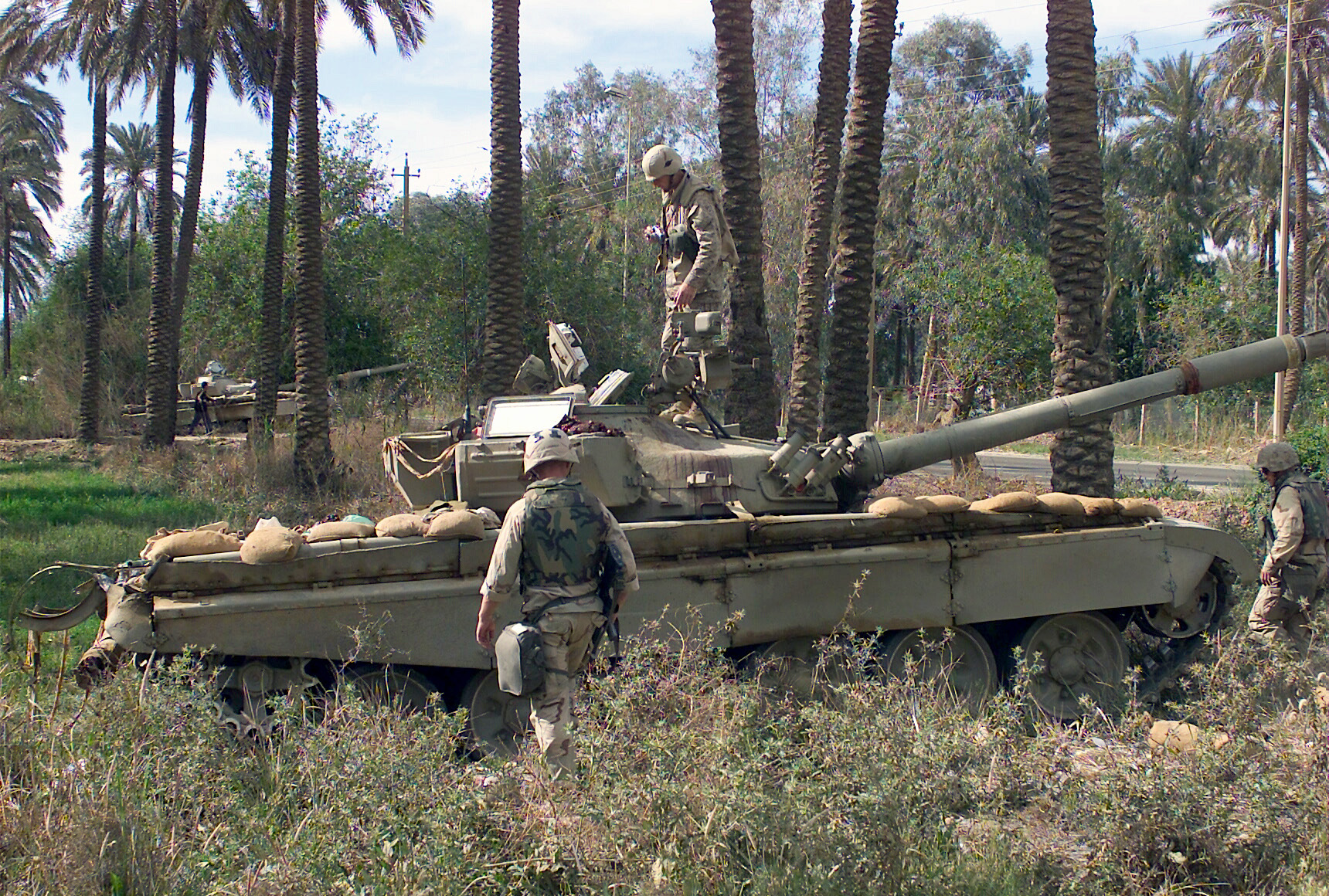
Porzucony iracki T-72, którego inspekcji dokonują amerykańscy żołnierze, operacja Iracka Wolność

Podczas drugiej wojny w Zatoce Perskiej, niemodernizowane z powodu trwającego embarga, przestarzałe irackie T-72, musiały się zmierzyć z najnowszymi wersjami amerykańskich Abramsów. Do walki amia iracka wystawiła w zależności od źródeł od 750 do 850 czołgów T-72. Zdecydowaną większość z nich postanowiono użyć w formie statycznych linii obronnych. Maszyny okopano i zamaskowano, chcąc w ten sposób uchronić je przed odkryciem i zniszczeniem przez posiadające bezapelacyjne panowanie w powietrzu amerykańskie lotnictwo. W rezultacie trwającej około miesiąca alianckiej ofensywy, iracka armia została pokonana a reżim Saddama Husajna obalony. Według niektórych źródeł, w trakcie wszystkich walk z 2003 roku, jedynie nie więcej niż 10 amerykańskich Abramsów, zostało trafionych podkalibrowymi pociskami wystrzelonymi z armat T-72.

### Wojna rosyjsko-ukraińska

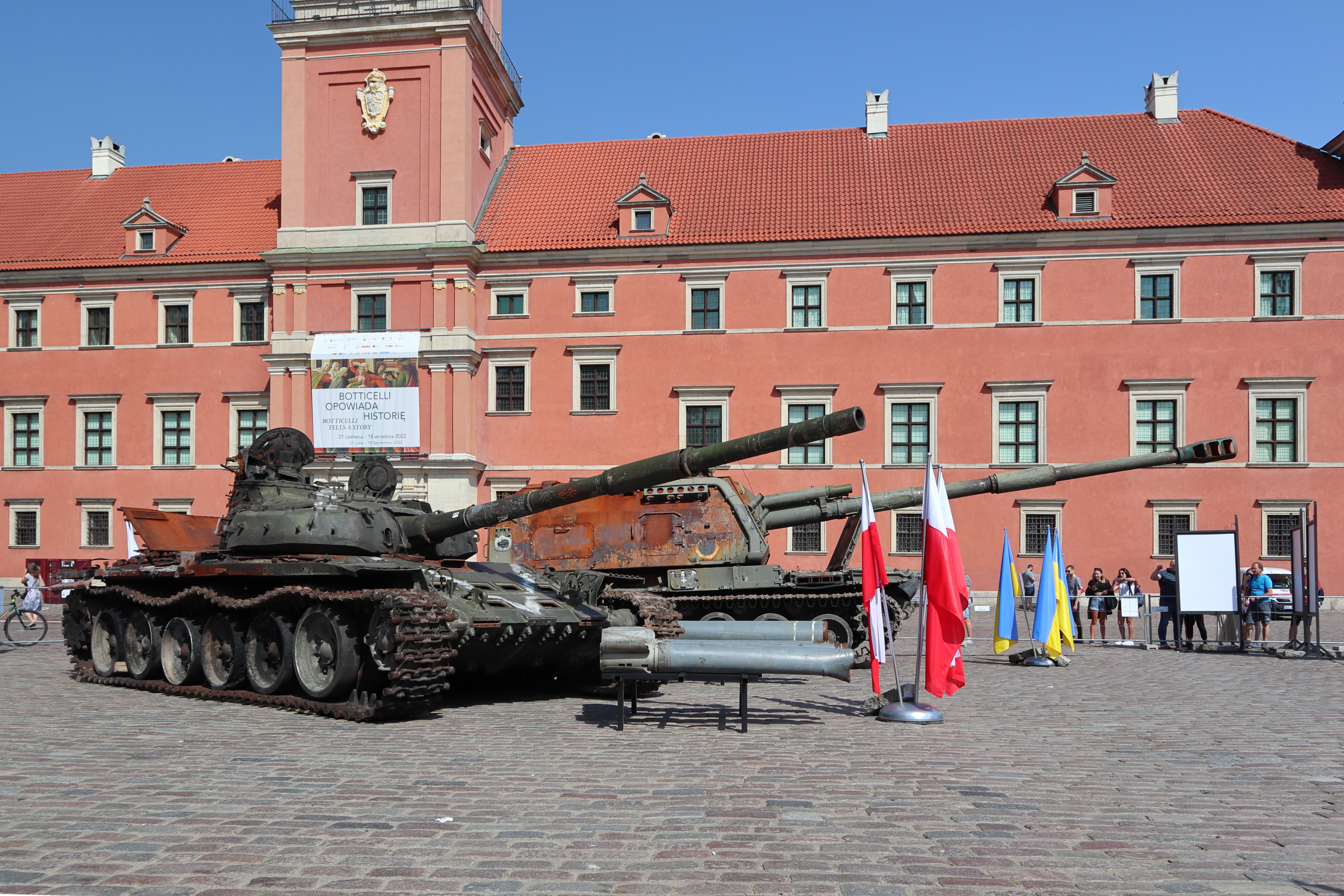
Plac Zamkowy w Warszawie, wystawa zniszczonych rosyjskich militariów

Czołgi T-72 były używane przez obie strony – armię ukraińską i separatystów wspieranych bezpośrednio przez Rosję podczas wojny w Donbasie w 2014 roku. Z wyposażenia sił zbrojnych Ukrainy zostały wcześniej wycofane, lecz 132 czołgi przywrócono do służby podczas mobilizacji. Od sierpnia 2014 używano tam czołgów T-72 należących do rosyjskich pododdziałów, w tym najnowszej wersji T-72B3, ucharakteryzowanych symboliką na czołgi separatystów, z których przynajmniej trzy zostały zniszczone.
Wiosną 2022 Polska przekazała około 230 czołgów T-72M1 i T-72M1R Siłom Zbrojnym Ukrainy, wspierając jej wysiłek obronny w wojnie z Rosją.
Na przełomie czerwca i lipca 2022 na placu Zamkowym w Warszawie wystawiono wraki zniszczonych przez Siły Zbrojne Ukrainy podczas inwazji Rosji na Ukrainę czołgu T-72B pochodzącego ze stacjonującej w Buriacji 36 Armii Ogólnowojskowej oraz haubicoarmaty 2S19 Msta-S.

## Użytkownicy

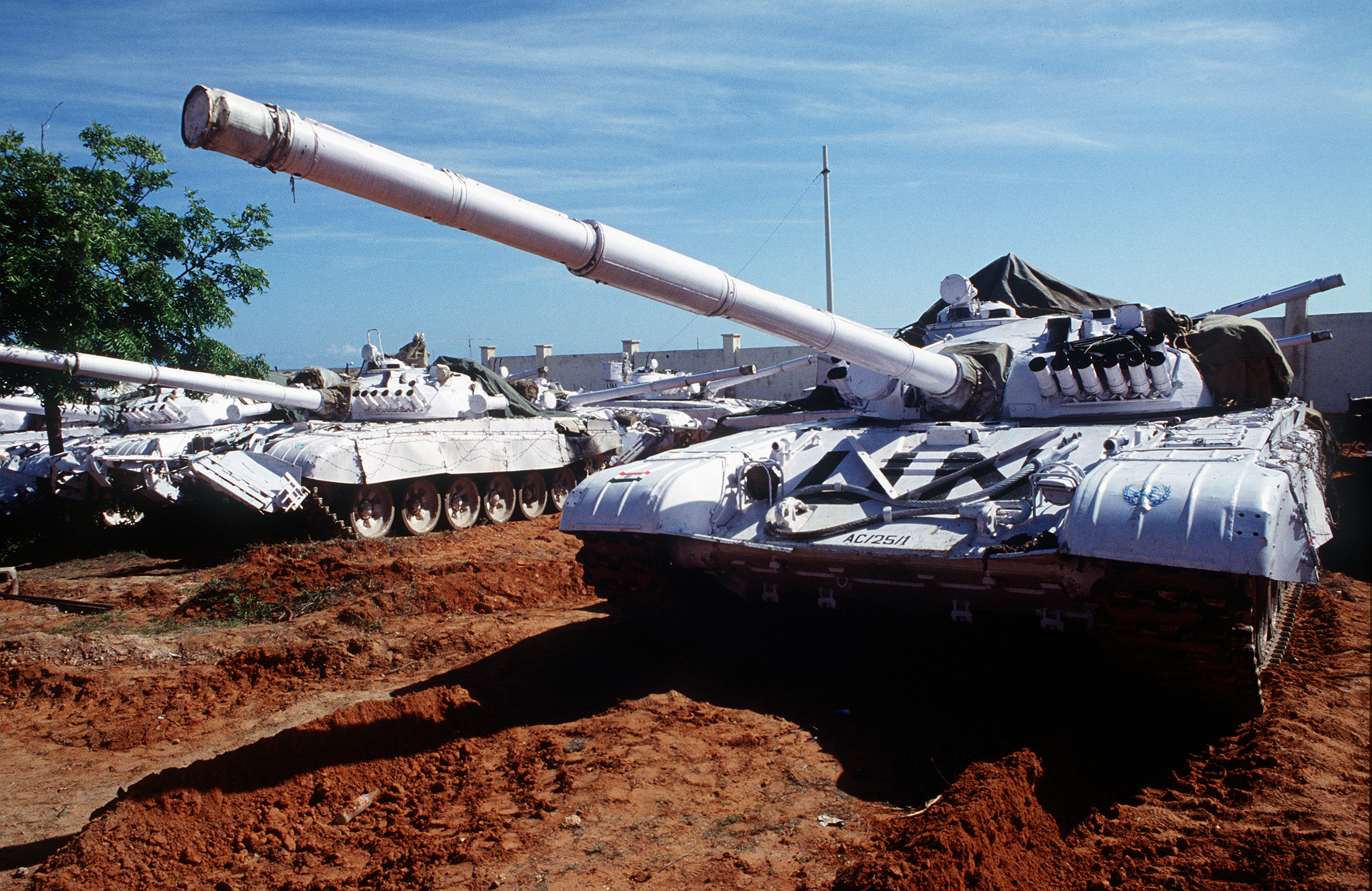
Indyjskie T-72M1 w barwach UN podczas operacji w Somalii

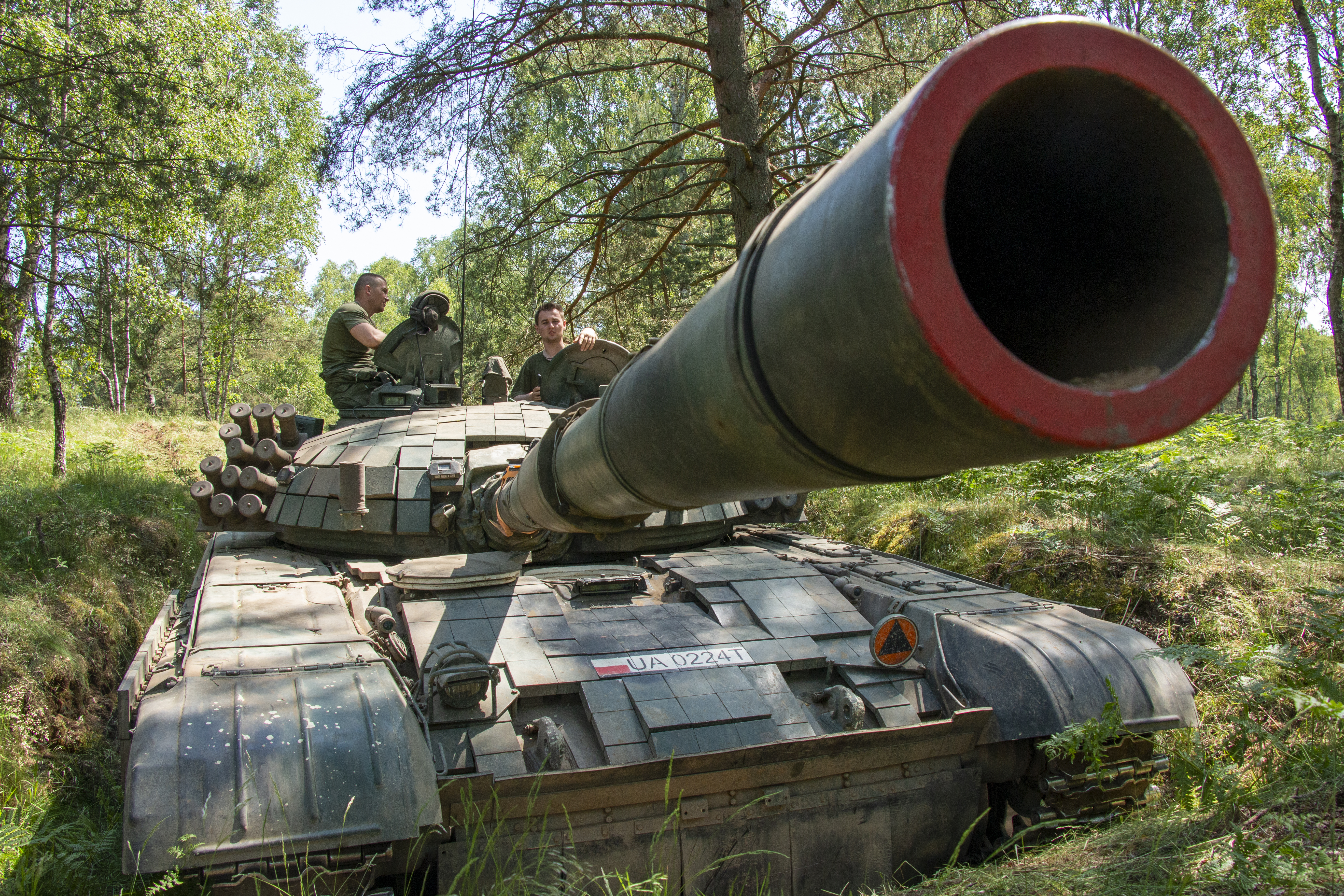
Polski czołg PT-91 Twardy będący głęboką modernizacją T-72M1

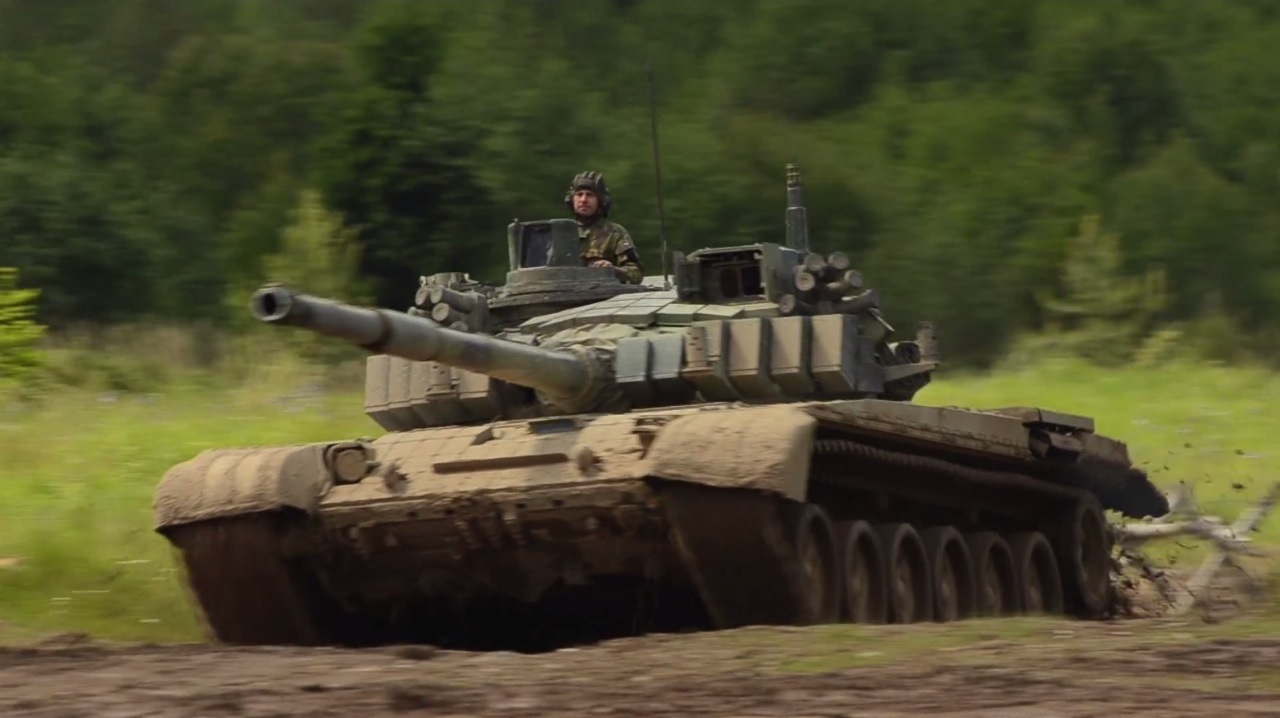
Czeski T-72M4Cz, będący głęboką modernizacją T-72M1

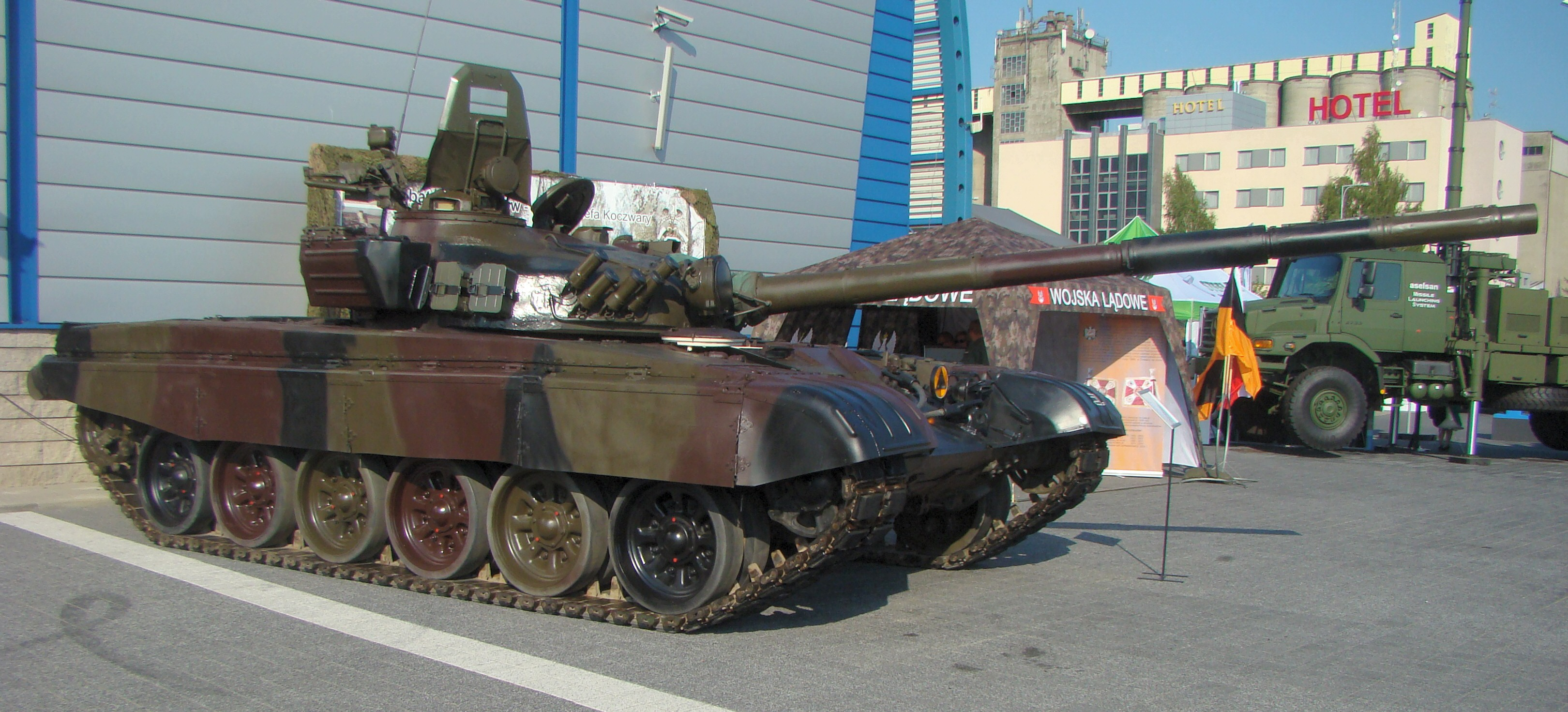
T-72M1 będący na wyposażeniu Sił Zbrojnych RP

- Algieria – 500 T-72, T-72M, T-72M1 i T-72AG.
- Angola – 22 T-72M1 dostarczone z Białorusi w 1999 roku[15].
- Armenia
- Azerbejdżan – 400 T-72A, T-72B i T-72 SIM2.
- Białoruś – 1465 T-72B[16][17]
- Bułgaria – 80 T-72M2[18].
- Czechy – 543 otrzymanych po byłej Czechosłowacji w 1993 roku. 30 zmodernizowanych T-72M4CZ w służbie (stan na 1 stycznia 2016) 93 T-72 w zapasie.
- Demokratyczna Republika Konga – 100 – T-72AV dostarczonych z Ukrainy w 2010 roku[19].
- Dżibuti – 42 kupionych z Jemenu.
- Etiopia – 50 kupionych z Jemenu, 171 T-72UA1 dostarczonych z Ukrainy w 2011 roku[20].
- Gruzja – 50 T-72A and T-72M1 w 2004 roku. 140 T-72A, T-72M1 i T-72B w 2005 roku. 170 T-72M1, T-72B i T-72Sim1 w 2007 roku. Około 200 T-72B1 i T-72Sim1 w 2008 roku, 169 T-72B1 i T-72Sim1 w 2009 roku i 180 T-72B i T-72Sim1 w 2011[21]
- Indie – 1900 T-72M i T-72M1 (stan na 2008 rok)[22].
- Iran – 480 T-72M1 i T-72S od 2002 roku.
- Irak – 1000 T-72s, T-72Ms, T-72M1s i Saddam w 1990 roku. 375 T-72, T-72M, T-72M1, Lew Babilonu i czołgów Saddamów były w służbie w irackiej armii w 2003 roku. Tylko od Tegra 72 do służby od 2009 r. Nowa Armia Iracka.
- Jemen – 39 (stan na 2003 rok)[23].
- Kazachstan – 980[24]
- Kenia – 77 T-72AV dostarczonych z Ukrainy 2007. 33 dostarczone w lutym 2009 roku.
- Kirgistan – 215[25]
- Libia – 150 (Stan na 2003 rok)[23]
- Macedonia – 30 T-72A i 1 T-72AK dostarczonych z Ukrainy w 2000 roku[26].
- Maroko – 136 T-72B i 12 T-72BK dostarczonych z Białorusi w dwóch przesyłkach, jedna w 1999 roku, druga w 2000 roku[27]
- Mongolia – 100[28][29][30].
- Mjanma – 139 T-72S.
- Nikaragua – 50 T-72B[31][32] Wstępne zdjęcia sugerują, że czołgi są w znacznym stopniu ulepszone z elementami programu T-72B3M, a także liczne inne ulepszenia.
- Nigeria – 16 T-72AV
- Korea Północna – Prawdopodobnie T-72S został sprzedany do Korei Północnej na początku lat dziewięćdziesiątych[33].
- Pakistan
- Rosja – 2284, 155 T-72BM „Rogatka”, 8000 w rezerwie[34][35] W październiku 2014 r. dostarczono 143 czołgi[36][37]. 40 czołgów dostarczono we wrześniu 2016 roku[38]. +154 T-72B3M w 2017.[39]
- Słowacja – 30[40]
- Serbia – 60 T-72M w rezerwie. 30 T-72S dostarczono w 2017 roku[41].
- Sudan Południowy – 101 dostarczony w dwóch przesyłkach: pierwszy 32 T-72 na MV Faina w 2009 r., drugi z 67 T-72 dostarczonych z Ukrainy[42][43]. 4 czołgi zniszczone zostały w wojnie domowej[44][45][46][47].
- Sudan – 400 T-72AV
- Syria – 1600[48]
- Tadżykistan – 44[49]
- Turkmenistan – 702[50]
- Uganda – 50 T-72B[51].
- Ukraina – 1304 czołgi T-72 różnych wersji Ukraina otrzymała po rozpadzie ZSRR, z czego 870 wyeksportowano, a pozostałe wycofano do rezerwy[11]. Począwszy od 2014 około 170 czołgów przywrócono do służby[11]. Część uległa zniszczeniu podczas walk z separatystami. Podczas rosyjskiej inwazji armia ukraińska pozyskała T-72 z Polski i Czech.
- Uzbekistan – 70[52]
- Wenezuela – 92 T-72B1. Dostarczonych 2009–2012 z Rosji[53].
- Węgry – 195 T-72M i T-72M1 (stan na 2009 rok)[23] 15 w służbie, 113 w rezerwie, 77 przekazanych Nowej Armii Irackiej.

### Byli użytkownicy
Polska – 586 T-72M1 oraz T-72M1D (2006, 2007 – 597, 2005 – 644, 2004 – 649, 2019 – 382) oraz 135 T-72M1Z , Polska oddała około 280-290 czołgów dla Ukrainy, a reszta czołgów została wycofana po wprowadzeniu do służby 116 Abramsów.

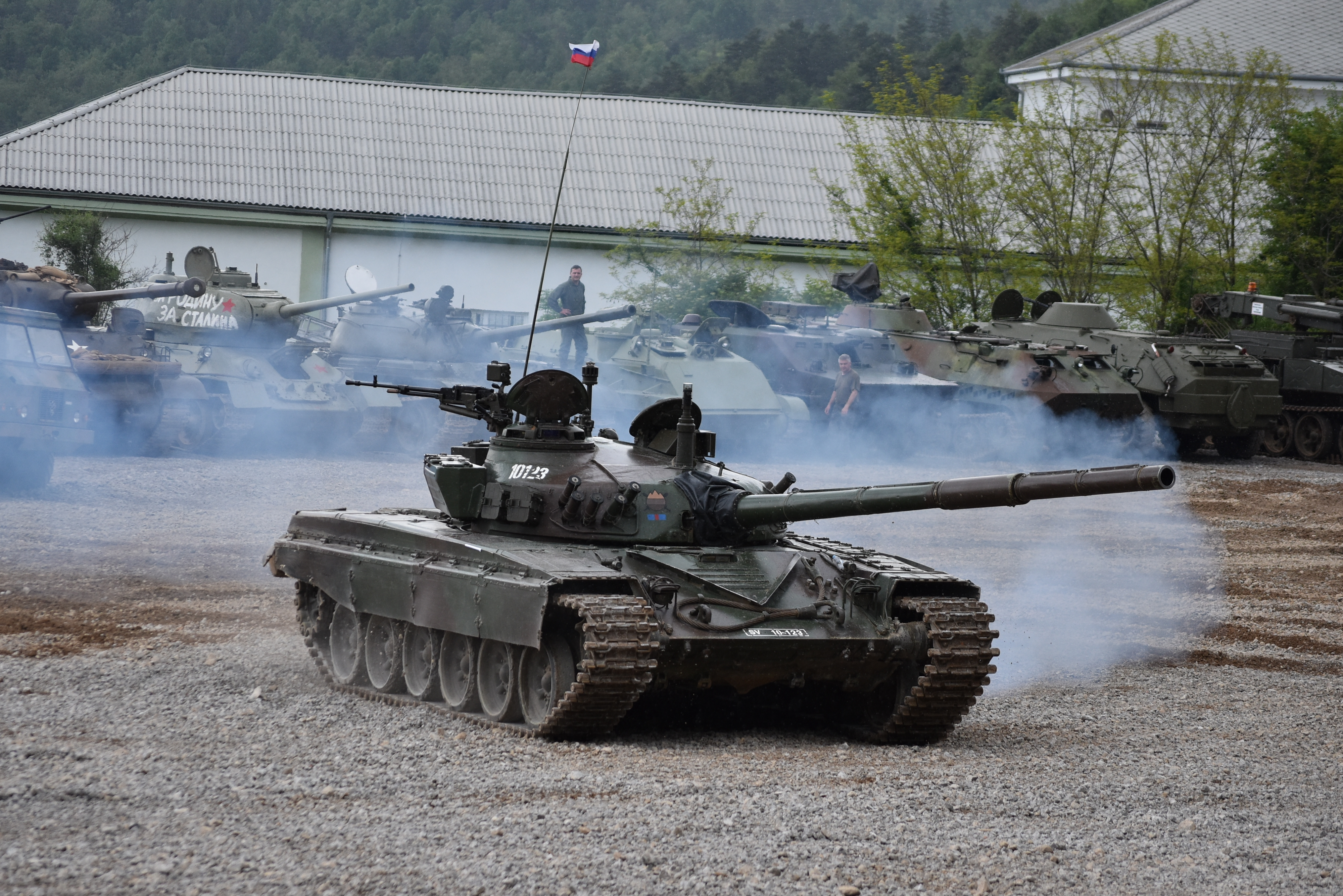
M-84 będący jugosłowiańską modyfikacją T-72

- Czechosłowacja – 1700 T-72/T-72M/T-72M1 produkowanych 1981–1990. Na stanie armii czechosłowackiej znajdowało się 815 T-72 w 1991.
- NRD – 35 T-72 z ZSRR, 219 T-72 z Polski i Czechosłowacji, 31 T-72M z ZSRR, 162 T-72M z Polski i Czechosłowacji i 136 T-72M1. 75 T-72s Zostały wyposażone w dodatkowy pancerz kadłuba.
- Niemcy – 549; wszystkie zezłomowane lub sprzedane do innych państw lub do muzeów.
- Finlandia – 160-170 T-72M1. Około 70 T-72M1 (jedna brygada pancerna) kupiono od Związku Radzieckiego i zostały dostarczone w 1984, 1985–1988 i 1990. Kolejne 97 T-72M1 (w tym mała liczba wersji dowodzenia T-72M1K i T-72M1K1) zostały nabyte w Niemczech w latach 1992–1994. Wszystkie pojazdy są obecnie wycofywane z eksploatacji, a prawie wszystkie zostały zniszczone w Jyväskylä lub sprzedawane jako części zamienne do Czech. Jeden działający czołg T-72 nadal znajduje się w Muzeum Czołgów Parola[59].
- Górski Karabach
- ISIS – nieznana liczba zdobyta ze stanu Armii Syryjskiej[60].
- Jugosławia – 70 T-72Ms dostarczonych z ZSRR, później powstała modernizacja M-84.
- Rumunia – 30 T-72M kupiono w 1978 r. z ZSRR i dostarczono w 1979 r. Wycofano z eksploatacji, 28 czołgów przeznaczono do sprzedaży (23 z nich wymagało remontu, a 5 było gotowych do sprzedaży)[61]
- Sierra Leone – Armia Sierra Leone stała się użytkownikiem nieznanej ilości czołgów T-72 w 1994 roku kupując dwa używane wcześniej przez Wojsko Polskie czołgi T-72, które przekazano za pośrednictwem Ukrainy[62]. Kolejna sprzedaż T-72 do Sierra Leone miała miejsce w okolicach roku 1997 kiedy nabyto bliżej nieokreśloną liczbę czołgów z Polski za pośrednictwem Ukrainy[63]. Obecny status pojazdów jest nieznany.
- ZSRR

## W muzeach
Czołgi T-72 są eksponowane w następujących muzeach:
- Muzeum Broni i Militariów w Świdnicy-Witoszów Dolny
- Muzeum Uzbrojenia w Poznaniu
- Muzeum Broni Pancernej w Poznaniu – oddział Muzeum Wojska Polskiego w Warszawie – T-72M
- Muzeum Wojska Polskiego na terenie oddziału Muzeum Polskiej Techniki Wojskowej
- Muzeum Techniki Wojskowej GRYF w Dąbrówce k. Wejherowa – SJ-01 (trenażer T-72)
- Muzeum Techniki Wojskowej w Zabrzu
- Muzeum Wojsk Lądowych w Bydgoszczy